# خالدي

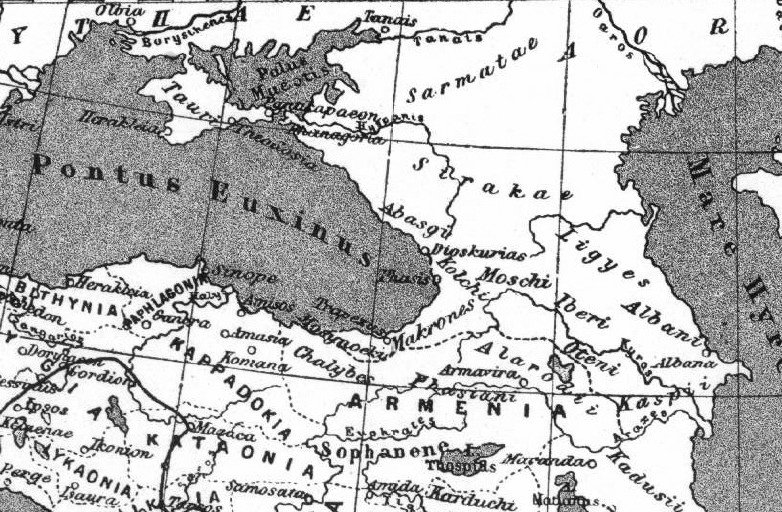

خالدي (أو كالدي Khaldi) أحد الشعوب القديمة التي استوطنت جنوب شرق البحر الأسود في تركيا.
يعتقد بعض الباحثين في مجال الشعوب القديمة ان هذا الشعب قد يكون أحد الجذور القديمة للشعب الكردي ، ويعتقد البعض إن تسمية الخالدي أو كارداك أو خلدي أو كالدي إستعملها الآريون لوصف هذا الشعب .
وحسب كتاب «خلاصة تاريخ الكرد وكردستان» للمؤرخ الكردي محمد أمين زكي (1880 - 1948) فإن هذه المجموعة شكلت مع شعوب «لولو، كوتي، كورتي، جوتي، جودي، كاساي، سوباري، ميتاني، هوري، نايري» النواة الرئيسية للشعب الكردي «ويسميها محمد أمين زكي» شعوب جبال زاكروس